# William Forssell
William Forssell, född 10 februari 1867 i Stockholm, död 26 april 1933, var en svensk läkare. Han var far till Stina Forssell.
Forssell blev student vid Uppsala universitet 1885, medicine kandidat vid Karolinska institutet i Stockholm 1892, medicine licentiat där 1900 och medicine doktor 1904. Han var amanuens och underkirurg vid Serafimerlasarettet i Stockholm 1900–1902, tillförordnad lasarettsläkare i Strängnäs 1902–1903, amanuens vid Sabbatsbergs sjukhus i Stockholm 1903–1904, docent i kirurgi vid Karolinska institutet 1904, lasarettsläkare i Skellefteå 1905–1906, i Hudiksvall 1906–1911 och i Uddevalla 1911–1932. Han var verksam som medicinsk författare. Forssell är begravd på Norra begravningsplatsen utanför Stockholm.